# Benín en los Juegos Paralímpicos de Pekín 2008
Benín estuvo representado en los Juegos Paralímpicos de Pekín 2008 por una deportista femenina. El equipo paralímpico beninés no obtuvo ninguna medalla en estos Juegos.